# Leung Sheung
Dans ce nom chinois, le nom de famille, Leung, précède le nom personnel.
Pour les articles homonymes, voir Leung.
Leung Sheung (chinois : 梁相 ; pinyin : liáng xiāng ; cantonais Yale : lèuhng sēung), né en 1918 et mort en 1978, est un expert d'arts martiaux chinois, maître de wing chun. Il est connu comme le premier et le plus ancien élève hongkongais de Yip Man. Tout comme Lok Yiu et Chu Chong Tin, Leung Sheung est considéré comme faisant partie des trois étudiants de première génération à faire partie du cercle proche de Yip Man, notamment parce qu'ils ont vécu avec leur Sifu de nombreuses années. 

## Biographie
Leung Sheung était déjà pratiquant d'art martiaux avant de se consacrer pleinement au wing chun. Avant sa rencontre avec Yip Man, il était un pratiquant de Choy Li Fut, du style du Dragon du Sud et Bak mei. 
C'est en 1950 qu'il fut présenté par Lee Man à Yip Man à la Restaurant Workers Union de Kowloon : cette rencontre fut décisive et il décida de se consacrer essentiellement au wing chun.
Sur les encouragements de Yip Man, il ouvrira dès 1956 sa propre école de wing chun.